# Port Mourant
Puerto Mourant en Inglés (Port Mourant) es un Pueblo en la Región Berbice oriental-corentyne en Guyana.
Port Mourant tiene un Hospital un centro Comunitario y comercial también un cementerio.

## Economía
La localidad se sustenta de la Agricultura 

## Escuelas
- Guardería Tain
- Guardería Port Mourant
- Vivero de Ankerville
- Escuela Primaria Tain
- Joseph Chamberlain Chandisingh
- Secondary School (anteriormente Corentyne High School Est.1938)
- Escuela primaria de Port Mourant
- Escuela secundaria de Port Mourant
- Escuela secundaria integral Corentyne
- Escuela de Negocios de Guyana (privada) -Cerrada a partir de 2013

- Centro de formación de aprendices GuySuCo
- Universidad de Guyana - Campus Tain. Para llevar la educación terciaria a las zonas rurales de Guyana , se erigió en Tain, Berbice , la ampliación del campus de Georgetown de la Universidad . Esta rama de la institución se abrió al público en noviembre de 2000.